# Charles Seife
Charles Seife é um jornalista e autor norte-americano. Seife chegou a escrever para a revista Science, em tópicos de física e matemática, atualmente é professor de jornalismo na Universidade de Nova York.